# ليوبوف غالكينا
ليوبوف غالكينا (بالروسية: Любовь Галкина)، من مواليد 15 مارس 1973، هي لاعبة رماية روسية وبطلة أولمبية، حققت 3 ميداليات في دورات الألعاب الأولمبية.